# Henri Oddo
Pour les articles homonymes, voir Oddo.
Henri Oddo est un écrivain français, mainteneur du Félibrige, né le 19 février 1844 à Marseille et mort le 17 septembre 1906 à Ferrières-en-Gâtinais.

## Biographie
Joseph Paul Henri Oddo naît le 19 février 1844 à Marseille. Il est le fils de Félix Henri Oddo Esmenard (Marseille, 1818 - Santiago-du-Chili, 1890) et de Françoise Amazelle Sandrine Keller (1813-1884). Il épouse le 3 janvier 1884 à Paris Anna Marie Claire Jeanne Déflou (Ferrières-en-Gâtinais, 1856 - Meudon, 1939). Écrivain et bibliothécaire de la chambre des députés, il est nommé chevalier de la Légion d'honneur par décret du 17 juillet 1903. Il meurt le 17 septembre 1906 à Ferrières-en-Gâtinais.

## Mainteneur du Félibrige
Mainteneur du Félibrige et vice-président de la Société des félibres de Paris, Henri Oddo écrit régulièrement dans Lou Viro-Soulèu, organe de l'association. Lorsqu'il fait paraître De l'Utilité des idiomes du Midi pour l'enseignement de la langue française, Frédéric Mistral le tance vertement dans L'Aiòli, sous la signature de Gui de Mount-Pavoun, fustigeant les « cireurs de bottes » : « […] se lou prouvençau noun devié dins lis escolo servi qu'à cira li boto de soun desdegnous rivau, autant vau que lou laisson, coume a fa jusquo eici, viéure pèr orto e pèr campestre. »,

## Publications
- Le chevalier Paul, lieutenant-général des armées navales du Levant 1598-1668 : La marine française sous Louis XIII et la minorité de Louis XIV (préf. François Césaire de Mahy), Paris, H. Le Soudier, 1896, 286 p. (BNF 36021700) lire en ligne sur Gallica
- De l'Utilité des idiomes du Midi pour l'enseignement de la langue française, Paris, H. Le Soudier, 1898, 16 p. (BNF 31030736)
- Le chevalier Roze : campagne d'Espagne, 1707, peste de Marseille, 1720, Paris, H. Le Soudier, 1899, 247 p. (BNF 31030733) lire en ligne sur Gallica
- La Provence : usages, coutumes, idiomes, depuis les origines ; le félibrige et son action sur la langue provençale, avec une grammaire provençale abrégée, Paris, H. Le Soudier, 1902, 238 p. (BNF 31030735, lire en ligne)